# 大、小钹滩遗址
大、小钹滩遗址，是位于中国安徽省合肥市肥东县长临河镇罗胜寺村的一个商周时期古遗址，2013年被合肥市人民政府公布为第五批合肥市文物保护单位。
大钹滩遗址面积9000平方米，台高10米，小钹滩在大钹滩南侧50米，面积4500平方米，两处遗址中采集到了夹砂红陶和印有绳纹、叶脉纹、方格纹等纹样的硬陶，以鬲、罐、钵口沿为主要器形。